# Бесједничка секција Правног факултета Пале
Бесједничка секција Правног факултета Пале је секција за усавршавање вјештина говорништва студената Правног факултета Универзитета у Источном Сарајеву, те посебно надарених ученика средњих школа. 

## Историјат
Секција за бесједништво је основана 2000. године. Основао ју је и водио проф. др Новица Војиновић, један од најзначајнијих правних историчара. Након прекида, наставља са радом октобру 2010. године, на иницијативу Предсједништва Савеза студената и уз подршку декана проф. др Милана Томића, као и доц. др Димитрија Ћеранића. 
Захваљујући професору Војиновићу, студенти Правног факултета научили су теоријске основе и практичну вјештину реторике, те започели са учешћем на домаћим и међународним такмичењима у говорништву. Студенти који су похађали Секцију учествовали су и освајали прва мјеста и награде на смотрама бесједништва на правним факултетима у Београду, Нишу, Бањој Луци, Источном Сарајеву, као и на културним манифестацијама у славу реторике у Сремској Митровици и Бијељини. Такође, четворо студената наступало је на међународном фестивалу римске традиције и реторике у Ровигу, у Италији, гдје су говорили бесједе на италијанском језику.

## Активности
Бесједничка секција данас дјелује у сједишту Правног факултета на Палама, те у Одјељењу у Бијељини, окупљајући студенте жељне унапређења својих говорничких способности. Секцију воде проф. др Димитрије Ћеранић и доц. др Ђорђе Мариловић, мр. Секција одржава састанке, једном седмично. У раду секције учествују студенти свих година студија, а позив за учлањање је увијек отворен.

## Такмичења у говорништву
Од 2010. године, на Правном факултету Пале одржано је пет такмичења, на којима су поред домаћих говорника учествовали и најбољи бесједници са правних факултета из Београда, Новог Сада, Ниша, Бање Луке, Филозофског факултета из Источног Сарајева и др. Такмичењима у бесједништву и наступима чланова Бесједничке секције, редовно присуствују бројни грађани, правници – судије, тужиоци, правобраниоци, адвокати, те студенти и запослени на Универзитету у Источном Сарајеву .
Чланови секције су наступали и на Правном факултету у Нишу, Нушићијади у Ивањици, Kочићевом збору у Бањој Луци, Међународном фестивалу говорништва у Будви, Вишњићевим данима у Бијељини, такмичењу др Зорану Ђинђићу у част, светосавским академијама на Палама и у Бијељини, академијама поводом дођеле диплома, бруцошким јутрима на Правном факултету, те многим хуманитарним вечерима .